# زمین‌لرزه ۱۹۲۷ گولانگ
زمین‌لرزه گولانگ  در تاریخ ۲۲ مه ۱۹۲۷ میلادی، برابر با ‎۳۱ اردیبهشت ۱۳۰۶، ساعت ۲۲:۳۲:۴۸ به زمان یوتی‌سی در چین ، منطقه گولانک رخ داد. ژرفای این زلزله ۲۵ کیلومتر بود. بزرگی آن ۷٫۷ در مقیاس Mw اعلام شده‌است. زمین‌لرزه به وقت محلی در روز دوشنبه، ساعت ۶ روی داده و منطقه زمانی آن یوتی‌سی +۸ بوده‌است .
سازمان زمین‌شناسی آمریکا نیز جای این زمین‌لرزه را در مختصات ۳۶°۴۵′شمالی ۱۰۲°۰۰′شرقی / ۳۶٫۷۵°شمالی ۱۰۲°شرقی و بزرگی آنرا برابر با ۷٫۶ در مقیاس ریشتر اعلام کرده‌است. ژرفای گزارش شده از سوی این سازمان ۲۷ کیلومتر می‌باشد.
شمار کشتگان زلزله حدود ۴۱۴۱۹ نفر بوده‌است.